# Número de Stefan
El Número de Stefan (Ste) es un número adimensional que relaciona la capacidad calorífica y el calor latente de cambio de fase o estado de un material.

## Etimología
El número de Stefan se llama así en honor a Josef Stefan y es útil para analizar precisamente el denominado problema de Stefan.

## Descripción
Se define como:
| Símbolo                        | Nombre                                   | Unidad     |
| ------------------------------ | ---------------------------------------- | ---------- |
| {\displaystyle \mathrm {Ste} } | Número de Stefan                         |            |
| {\displaystyle c_{p}}          | Capacidad calorífica a presión constante | J / (kg K) |
| {\displaystyle \Delta T}       | Diferencia de temperaturas entre fases   | K          |
| {\displaystyle L}              | Calor latente, por ejemplo de fusión     | J / kg     |

- Datos: Q909876